# درخت فنویک

یک درخت فنویک که اعداد ۱ تا ۵ به ترتیب در آن درج می شوند.

فرض کنید آرایه a به اندازه n که در ابتدا همه مقادیر آن برابر ۰ هستند به ما داده شده‌است، می‌خواهیم اعمال زیر را روی این آرایه انجام دهیم:
- به درایه i-ام، x واحد اضافه کن.
- مجموع اعداد درایه i-ام تا درایه j-ام را به دست بیاور.

یک راه حل ساده برای این مسئله با استفاده از آرایه، به این صورت است که دستور ۱ را در (۱)O و دستور ۲ را در {\displaystyle O(n)} انجام می‌دهد. پس اگر m دستور داشته باشیم، در بدترین حالت (زمانی که همه دستورها از نوع دوم باشند)، به زمان {\displaystyle O(n*m)} احتیاج داریم. با استفاده از داده ساختار درخت فنویک (یا درخت اندیس داده شده دودویی) می‌توان هر دستور را در {\displaystyle O(logn)} و در نتیجه کل دستورها را در {\displaystyle O(mlogn)} انجام داد.
به‌طور کلی این اعمال توسط درخت بازه‌ها هم در این زمان انجام می‌شوند، اما مزیت درخت فنویک در کم بودن حافظه (دقیقاً به اندازه n)، کوتاه بودن کد و همچنین سهولت پیاده‌سازی آن در ابعاد بیشتر است.
تعریف می‌کنیم:
- مجموع درایه‌های اول تا i-ام (فراوانی تراکمی درایه i-ام): {\displaystyle c[i]}
- مجموع درایه‌های i-ام تا j-ام: {\displaystyle sum[i...j]}

## یک راه کند دیگر
این راه حل زمانی که همه دستورهای نوع دوم بعد از دستورها نوع اول باشند، m دستور را در {\displaystyle O(n+m)} انجام می‌دهد.
به وضوح: {\displaystyle sum[i...j]=c_{i}-c_{j-1}}
بعد از این که همه دستورها نوع اول، مانند راه قبل در {\displaystyle O(1)} انجام شدند، به صورت پویا مقادیر آرایه c را در {\displaystyle O(n)} محاسبه می‌کنیم.
بنابر تعریف {\displaystyle c[i]=c[i-1]+a[i]}  :c
```
void
 
initialize
(){

c
[
0
]
 
=
 
0
;

for
(
int
 
i
=
1
;
 
i
<=
n
;
 
i
++
)

c
[
i
]
 
=
 
c
[
i
-1
]
 
+
 
a
[
i
];

}

```

بعد از این مقدار دهی هم مانند بالا می‌توانیم مقادیر sum را از روی c به دست بیاوریم. پس کل دستورها را در {\displaystyle O(n+m)} انجام می‌دهیم.
اما اگر دستورها نوع دوم بعد از نوع اول نباشند، بعد از هر دستور نوع اول باید مقادیر آرایه c را به روز کنیم، پس باز هم‌زمان اجرا در بدترین حالت از {\displaystyle O(n*m)} می‌شود.

## درخت فنویک

### ساختار
ایده اصلی این درخت این است که هر عدد طبیعی را می‌توان به صورت جمع تعدادی از توان‌های ۲ نوشت. به همین ترتیب مجموع یک بازه را می‌توان به صورت جمع تعدادی زیربازه بدون اشتراک از آن بازه نوشت.
فرض کنید r کوچکترین عددی باشد که بیت r-ام عدد x برابر ۱ باشد. تعریف می‌کنیم:
{\displaystyle tree[x]=sum[x-2^{r}+1...x]}
{\displaystyle tree[0]=0}
({\displaystyle a[i]} = عدد i ام آرایه ورودی و {\displaystyle c[i]} = جمع اولین عدد تا iامین عدد ارائه و {\displaystyle tree[i]} = جمع اعدادی که در بازهٔ نسبت داده شده به عدد i در ارائه قرار دارند)
مثال:

### پیدا کردن آخرین بیت ۱
فرض کنید می‌خواهیم کوچکترین بیت عدد P که برابر ۱ است را به دست آوریم، P را می‌توان به صورت x1y نوشت که x برابر بیت‌های قبل از آخرین ۱ و y برابر تعدادی ۰ است.
می‌خواهیم عدد P- را محاسبه کنیم:
((q)¯ مکمل دوی q می‌باشد)
P = (x1y)¯ + ۱ = x¯0y¯ + ۱ = x¯0(0...0)¯ + ۱ = x¯0(1...1) + ۱ = x¯1(0...0) = x¯1y-
حال اگر از عملگر «و» بیتی بین P , P- استفاده کنیم، خواهیم داشت:
(P & (-P) = (x1y) & (x¯1y) = (x&x¯)1(y&y) = (۰…۰)۱(۰…۰

### بدست آوردن آرایه c از روی آرایه tree
برای بدست آوردن [c[x ابتدا متغیر sum را برابر [tree[x قرار می‌دهیم، سپس بیت آخر x را حذف می‌کنیم و sum را با[tree[x جمع می‌کنیم، همین کار را تکرار می‌کنیم تا x برابر ۰ شود.
مثال:  [c[15] = sum[15] + sum[14]+ sum[12] + sum[8
```
int
 
c
(
int
 
x
){

 
int
 
sum
 
=
 
0
;

 
for
(;
 
x
>
 
0
;
 
x
 
-=
 
x
 
&
 
(
-
x
))

  
sum
 
+=
 
tree
[
x
];

return
 
sum
;

}

```

به‌طور کلی می‌توانیم بگوییم که در درخت، راس x پدر تمام رئوسی است که با حذف بیت آخرشان به x تبدیل می‌شوند:
بنابر این می‌توان (c(x را در زمان {\displaystyle O(logn)} محاسبه کرد، در نتیجه می‌توان [sum[i...j و همچنین [a[i را نیز در {\displaystyle O(logn)} بدست آورد.([a[i] = sum[i...i)

### به روز کردن مقادیر tree
بعد از این که به درایه i-ام، مقدار val را اضافه می‌کنیم، باید به همه [tree[jهایی که i در بازه j قرار می‌گیرد، مقدار val را اضافه کنیم. برای این کار ابتدا به [tree[i، این مقدار را اضافه می‌کنیم، سپس کوچکترین بیت ۱ در i را به آن اضافه می‌کنیم و تا زمانی که i<=n باشد این کار را ادامه می‌دهیم.
```
void
 
update
(
int
 
i
,
 
int
 
val
){

 
for
(;
 
i
<=
n
;
 
i
 
+=
 
i
 
&
 
(
-
i
))

  
tree
[
i
]
 
+=
 
val
;

}

```

به این ترتیب می‌توانیم به هر دو دستور در {\displaystyle O(logn)} جواب دهیم.

### پیاده‌سازی در دو بعد
به وسیله توابع زیر می‌توان درخت فنویک را در دو بعد پیاده‌سازی کرد.
```
int
 
c
(
int
 
x
,
 
int
 
y
){

int
 
sum
 
=
 
0
;

for
(;
 
x
>
 
0
;
 
x
 
-=
 
x
 
&
 
(
-
x
))

for
(
int
 
i
=
y
;
 
i
>
 
0
 
;
 
i
 
-=
 
i
 
&
 
(
-
i
))

sum
 
+=
 
tree
[
x
][
i
];

return
 
sum
;

}

void
 
update
(
int
 
x
,
 
int
 
y
,
 
int
 
val
){

for
(;
 
x
<=
n
;
 
x
 
+=
 
x
 
&
 
(
-
x
))

for
(
int
 
i
=
y
;
 
i
<=
n
;
 
i
 
+=
 
i
 
&
 
(
-
i
))

tree
[
x
][
i
]
 
+=
 
val
;

}

```

## کاربردها
درخت فنویک در مسائلی که به فراوانی تراکمی مربوط می‌شوند مورد استفاده قرار می‌گیرد.